# Don Shanks
Donald L. "Don" Shanks (* 26. února 1950) je americký herec a kaskadér, nejvýznamnější svou rolí masového vraha Michaela Myerse z hororu Halloween 5: Pomsta Michaela Myerse nebo také Nakomy ze seriálu The Life and Times of Grizzly Adams z roku 1977.

## Životopis
Don se narodil v Illinoi. V roce 1989 ztvárnil masového vraha Michaela Myerse v hororovém filmu Halloween 5: Pomsta Michaela Myerse. V roce 2006 si zahrál sériového vraha ve filmu Tajemství loňského léta 3. Nedávno hrál ve filmu Poslední hřích indiánského náčelníka, což bylo v roce 2007.

## Filmografie
- Little Bear and the Master (2008)
- Poslední hřích (2007)
- Tajemství loňského léta 3 (2006)
- Temná legenda 3 (2005)
- No Dogs Allowed (2002)
- Dotek anděla (2001) (seriál)
- Water with Food Coloring (2001)
- Twice Today (2001)
- Hlavní podezřelý (2000)
- Vrána 3: Návrat (2000)
- Jízda s ďáblem (1999)
- Mrtvý muž (1999)
- Bouře (1998)
- Marabunta: Mravenci útočí (1998)
- Pravda a lež (1997)
- Walking Thunder (1997)
- Last Resort (1996)
- Unforgivable (1996)
- 3 nindžové - Příprava k útoku (1995)
- The Legend of Wolf Mountain (1993)
- The ButterCream Gang in Secret of Treasure Mountain (1993)
- Wind Dancer (1993)
- The Secret of Lost Creek (1992) (seriál)
- Vyvrhel (1991)
- Nástraha (1990)
- Halloween 5 (1989)
- Spirit of the Eagle (1989)
- Soukromý pozemek (1988)
- Louis L'Amour's Down the Long Hills (1986)
- Tichá noc, krvavá noc (1984)
- Sweet Sixteen (1983)
- Ninjova pomsta (1983)
- Legenda divočiny (1981)
- The Ghost Dance (1980)
- The Incredible Hulk (1979) (seriál)
- The Chisholms (1979) (miniseriál)
- How the West Was Won (1979) (seriál)
- The Life and Times of Grizzly Adams (1977–1978) (seriál)
- Last of the Mohicans (1977)
- Guardian of the Wilderness (1976)
- Adventures of Frontier Fremont (1976)
- The Life and Times of Grizzly Adams (1974)